# Jordi Riera i Mitats
Jordi Riera i Mitats (Barcelona, 1936) és un navegant i alpinista català que el 1976 va travessar a vela, amb un vaixell Ten-Ten construït per ell mateix, la banquisa polar assolint la màxima latitud nord amb veler en temps moderns.